# Инерционный демпфер

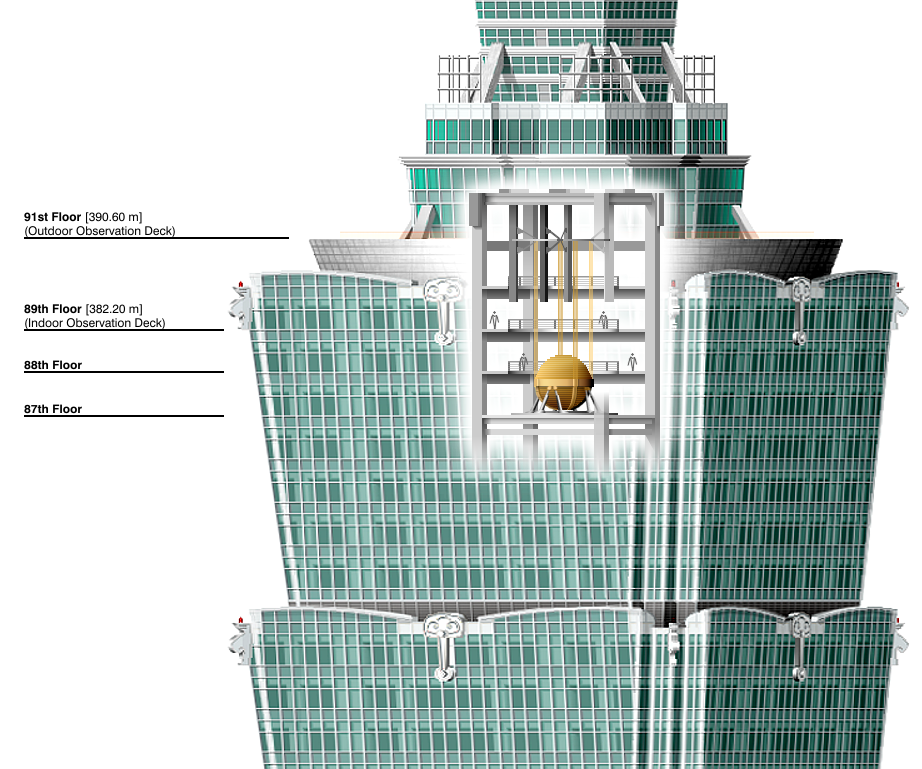
Инерционный демпфер на высотном здании Тайбэй 101

Инерцио́нный де́мпфер (сейсми́ческий амортиза́тор, динами́ческий гаси́тель вибра́ции) — устройство, встроенное в конструкцию здания, или иной технический объект, предназначенный для снижения амплитуды его механических колебаний, вызванных его работой, например от двигателя или от внешнего воздействия (например, от сейсмических колебаний при землетрясениях или от воздействия ветра), в силу особенностей конструкции. 
Применение демпферов в сооружениях позволяет снизить дискомфорт людей от колебания здания, а также предотвратить его повреждение или разрушение в случае землетрясений и ураганов. Как правило, такие демпферы представляют собой бетонные или стальные блоки, соединённые с конструкцией здания с помощью пружин или тросов, также могут быть маятникового и жидкостного исполнения.

## Принцип работы
Каждый колеблющийся технический объект в силу своих конструктивных особенностей имеет собственные резонансные частоты колебаний. Если собственное затухание системы достаточно велико, то возникающие от возмущающих воздействий колебания затухают самостоятельно, и их гашения не требуется. Если же система сама по себе затухает слишком медленно, то есть, колебательная энергия рассеивается медленнее, чем поступает извне, то возможно увеличение амплитуды колебаний вплоть до возникновения опасных резонансных явлений и последующего разрушения объекта.
В случае, когда наибольший вклад в итоговые колебания колебательной системы вносит одна из частот, возможно, используя принцип антирезонанса, оснастить защищаемый объект гасителем — сравнительно небольшой конструкцией, настроенной на требуемую из частот колебаний объекта. Именно она и называется инерционным демпфером или динамическим гасителем колебаний.

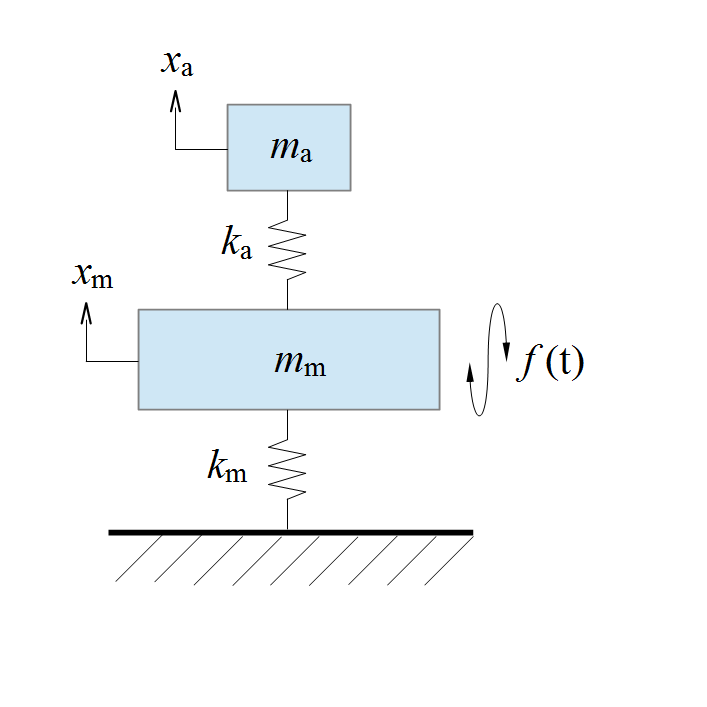
Модель системы с двумя степенями свободы

Из теории колебаний следует, что в случае гармонических колебаний системы с двумя степенями свободы можно определить такие параметры системы, что амплитуда колебаний по одной из степеней свободы будет равна нулю. Это явление называется антирезонансом.
Если рассмотреть модель колебательной системы из двух масс на пружинах, где mm — основная масса, xm — перемещения основной массы, km — жёсткость пружины основной массы, ma, xa, ka, — аналогичные параметры присоединённой массы, и к основной массе приложено гармоническое усилие с амплитудой f0 и частотой Ω, то система дифференциальных уравнений движения будет иметь вид:
{\displaystyle m_{m}{\ddot {x}}_{m}+k_{m}x_{m}+k_{a}(x_{m}-x_{a})=f_{0}\cos(\Omega t)}
{\displaystyle m_{a}{\ddot {x}}_{a}+k_{a}(x_{a}-x_{m})=0}
Из решения этой системы можно определить такие параметры ma и ka, что создаваемая инерционная сила движения малой массы будет равна возмущающему воздействию, но противоположна ему по знаку, то есть полностью его компенсирует. На практике полной неподвижности защищаемой системы достигнуть невозможно, однако достигаемые снижения резонансных амплитуд достаточны для практического применения. Физический принцип работы состоит в передаче колебательной энергии внешнего воздействия от защищаемого сооружения на гаситель колебаний с последующим рассеиванием её на сопротивление в демпфирующих элементах.

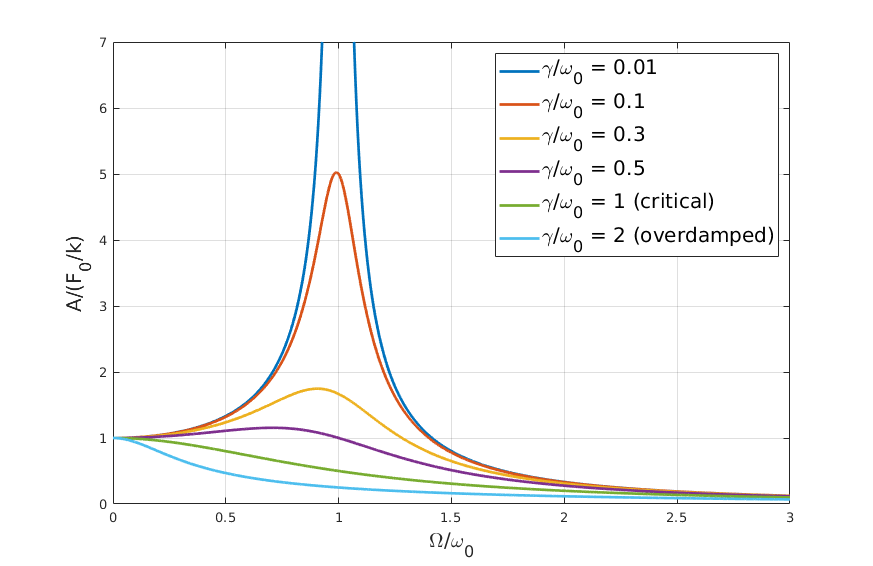
Амплитудно-частотный спектр колебаний при различной величине собственного затухания
Амплитудно-частотный спектр колебаний сооружения, оснащённого гасителем колебаний

## Применение

Анимация работы динамического гасителя вибрации маятникового типа.
Жёлтый круг в центре — тяжёлая масса.
Серая линия в верхней части массивного тела — подвеска
Зеленые линии — опоры.
Синяя рамка снаружи демпфера — объект, в котором гасятся вибрации

Инерционный демпфер небоскреба Тайбэй 101 оборудован маятниковым подвесом в виде стального шара массой 660 тонн, расположенного в шахте на высоте 88—92-го этажей.
Морская буровая установка «Беркут» также оборудована инерционным демпфером.
Расположенная в Алма-Ате телебашня «Коктобе» высотой 372 метра, выполненная из стали и стоящая на склоне горы в сейсмоопасном районе, оснащена четырьмя динамическими гасителями колебаний суммарной массой 40 тонн, расположенными на самом верхнем техническом этаже.
Московский Монумент Победы на Поклонной горе имеет высоту 141,8 метра и аэродинамически неустойчивую форму сразу по нескольким частотам. На уровне 110 метров, за спиной у скульптуры, расположен 10-тонный основной гаситель колебаний по главной частоте, а внутри сооружения на более высоких отметках — несколько дополнительных гасителей меньшей массы, для более высоких частот колебаний.
Факел Олимпийского огня в Олимпийском парке Сочи имеет наклонную форму и высоту около 50 метров. В его вершине, за горелкой, установлены гасители продольных и поперечных колебаний.